# Margot Sikabonyi
Margot Sikabonyi, née Laura Marguerite Sikabonyi le 16 décembre 1982 à Rome (Latium), est une actrice italienne.

## Biographie
Laura Marguerite Sikabonyi naît à Rome d'une mère canadienne et d'un père hongrois. Elle fréquente l'American Overseas School of Rome, où elle obtient son diplôme en 2001. En 2000, elle s'installe à Paris pour étudier l'art dramatique au Cours Simon, ainsi que l'archéologie et l'histoire de l'art grec à la Sorbonne en tant qu'auditrice libre, le ballet, la danse moderne, le jazz-funk et le hip-hop à l'Istituto Addestramento Lavoratori dello Spettacolo (IALS) et prend des cours de chant. En 2005, elle a étudié la biologie marine pendant un semestre, avec une spécialisation en océanologie, à l'université d'Hawaï à Mānoa, à Honolulu, mais a déclaré qu'elle préférait le surf aux activités de laboratoire. En 2007, après avoir passé l'examen de fin d'études secondaires, elle a été diplômée du Liceo linguistico.
Elle a fait des apparitions dès l'âge de onze ans en tant qu'enfant actrice. A partir de 1998, elle a joué le rôle de Maria Martini dans la série comique Un medico in famiglia. En 2003, elle remporte le prix Flaiano de la meilleure interprétation féminine.

## Filmographie partielle
- 1995 : Mister Dog de Gianpaolo Tescari
- 1997 : Ardena (it) de Luca Barbareschi
- 2008 : Deadly Kitesurf (it) de Antonio De Feo
- 2012 : Two Married People (it) de Jim Bates
- 2014 : Taipei Factory II - Alla scoperta di Taipei
- 2021 : Tutte a Casa - memorie digitali da un mondo sospeso de Nina Baratta, Cristina D'Eredità et Eleonora Marino
- 2021 : I cinema non si ferma de Marco Serafini
- 2022 : Bocche inutili de Claudio Uberti